# Campeonato Paulista de Futebol de 1987
O Campeonato Paulista de Futebol de 1987 foi a 47.ª edição do campeonato organizado pela Federação Paulista de Futebol. Teve o São Paulo como campeão, o Corinthians como vice e Edmar, do Corinthians como artilheiro, com dezenove gols.

## Regulamento
O regulamento era o mesmo do ano anterior: uma primeira fase em que os vinte clubes jogavam todos contra todos, em turno e returno. Cada turno teve contagem de pontos independente, e os campeões de cada um deles classificaram-se para a semifinal. Se um time ganhasse os dois turnos seria campeão estadual automaticamente.
Os dois times com mais pontos obtidos na soma dos turnos (excetuando os campeões dos turnos, já classificados), também se classificaram para as semifinais.
O primeiro colocado na soma total de pontos enfrentou o de quarta melhor pontuação, e o segundo maior pontuador enfrentou o terceiro em dois jogos, de ida e volta. Em caso de igualdade após os jogos haveria prorrogação. A mesma regra valeu para a final.
Inicialmente os quatro últimos colocados seriam rebaixados mas com o primeiro turno em andamento a Federação Paulista alterou o regulamento e caíram apenas duas equipes.

## Disputa do título
O Santos teve a melhor campanha na soma de pontos dos dois turnos e enfrentou o Corinthians, campeão do segundo turno, na semifinal. No primeiro jogo, o Corinthians goleou por 5 a 1, praticamente definindo a classificação e jogando por terra a campanha santista.
Na outra semifinal, mais equilíbrio entre o campeão do primeiro turno Palmeiras e o terceiro colocado na classificação geral São Paulo. No primeiro jogo, empate sem gols, mas na partida de volta o São Paulo, então campeão brasileiro, bateu o Palmeiras por 3 a 1, sendo que um dos gols veio com uma falha histórica do goleiro Zetti, do Palmeiras, que deixou passar no meio de suas pernas a bola chutada por Neto, do São Paulo.
Na primeira final, o São Paulo derrotou o Corinthians por 2 a 1, com um gol de Lê, que fora campeão paulista com a Inter de Limeira no ano anterior. Na finalíssima, bastou ao São Paulo segurar o 0 a 0 para conquistar o título.